# 大泉町
大泉町（日语：／ Ōizumi machi */?）是群馬縣邑樂郡的一町。人口約4万2000人。人口中約有一成都是巴西或秘魯出身的南美日裔，與鄰接的太田市並為日本境內海外歸國日裔勞動者最多的市鎮。